# غريغ غودفري
غريغ غودفري (بالإنجليزية: Gregg Godfrey)‏ هو مخرج ومنتج أفلام ومخرج أمريكي، ولد في 26 مايو 1969 في درابر في الولايات المتحدة.

## وصلات خارجية
- غريغ غودفري على موقع IMDb (الإنجليزية)
- غريغ غودفري على موقع أول موفي (الإنجليزية)
- غريغ غودفري على موقع قاعدة بيانات الأفلام السويدية (السويدية)
- غريغ غودفري على موقع قاعدة بيانات الفيلم (الإنجليزية)
- غريغ غودفري على موقع كينوبويسك (الروسية)